# Torronsuo nationalpark
Torronsuo nationalpark (fi. Torronsuon kansallispuisto) är en nationalpark i Tammela i Egentliga Tavastland, i Finland. Reservatet inrättades 1990 och är 25,5 kvadratkilometer stort.

## Beskrivning
Torronsuo är en av Södra Finlands största myrar. Den är ombrogen och har ett av de tjockaste uppmätta torvlagren i Finland, cirka 12 meter.

## Fauna
Bland de fjärilsarter som påträffats i området kan nämnas myrvisslare (Pyrgus centaureae) , Frejas pärlemorfjäril (Boloria freija) och Friggas pärlemorfjäril.
Av sporadiskt häckande fåglar kan nämnas nordliga arter som stjärtand, varfågel, ljungpipare och brushane. Den före detta sjön Talpianjärvi som numera är torrlagd, är känd för sitt täta bestånd av småfläckig sumphöna.

### Fotnoter
1. ↑   Ombrogen – torvmark som bildas helt utan påverkan av grundvatten och markvatten, endast genom nederbörd. [3]
2. ↑  Myrvisslaren går också under namnet klintvisslare